# Decimus Laberius
Decimus Laberius (circa 105 av. J.-C., 43 av. J.-C.), est un poète latin, membre de l'ordre équestre, auteur de mimes.

## Biographie
Sa date de naissance n'est pas précisément connue, les historiens déduisent de son exclamation rapportée par Macrobe bis tricenis annis actis (« après avoir vécu deux fois trente ans »), lors de jeux donnés 46 av. J.-C., qu'il serait né vers 106 av. J.-C. ou 105 av. J.-C..
Decimus Laberius était doué d'un grand esprit sarcastique. Il fut un de ceux qui introduisirent le mime dans la littérature latine, genre succédant aux atellanes avec des textes plus écrits et des personnages plus variés, mais le même goût pour les plaisanteries salées. Ses pièces sont toutes perdues, nous n'en connaissons que des titres : Les foulons, Les fileuses, Le cordier, Le marchand de sel, Le teinturier, Le pêcheur, La courtisane, L'augure, mettant en scène des personnages des métiers populaires et familiers de son époque. Il ne subsiste de Laberius que quelques citations (environ 150 vers) rapportées notamment par Macrobe.
Laberius, républicain opposé à la dictature de Jules César, est resté célèbre pour l'anecdote suivante : lors des fêtes que César donna en 46 av. J.-C., ce dernier l'invita à monter sur scène et à jouer les mimes qu'il avait composés dans une joute publique avec Publilius Syrus, joute qu'il perdit. Il y fit un prologue où il déplorait de devoir se transformer en comédien malgré ses soixante ans et son statut de chevalier, vers que nous a conservés Macrobe : 
« Où m'a précipité, vers la fin de mon existence, la force adverse de la nécessité, que tant d'hommes ont voulu éluder et que si peu ont pu fuir ? Moi que, dans ma jeunesse, aucune ambition, aucune largesse, aucune crainte, aucune force, aucune autorité, ne purent faire déchoir de mon rang, voilà que dans ma vieillesse la parole flatteuse, douce et clémente d'un homme illustre m'en fait descendre avec facilité. Car qui aurait toléré que moi, mortel, j'eusse refusé à celui auquel les dieux ne purent rien refuser ? Ainsi donc, après avoir vécu soixante ans sans reproche, je quitte mes lares chevalier romain et je rentre dans ma maison comédien. Dès cet instant j'ai vécu trop d'un jour. »

Il avait inséré des allusions contre César dans sa pièce, lancées tandis qu'il figurait un syrien battu de verges :
« Désormais, Romains, nous avons perdu la liberté ! » 
et
« Il faut qu'il craigne beaucoup de gens, celui que beaucoup de gens craignent. »
S'il décerna la palme du vainqueur à Syrus, César accorda une compensation à Laberius : un anneau d'or, signe distinctif des chevaliers, ce qui le réintégrait au rang qu'il avait perdu en jouant sur scène, et cinq cent mille sesterces. Laberius regagna alors les rangs réservés aux chevaliers dans les gradins du théâtre. Passant près de Cicéron, celui-ci lui lança « Je te recevrais si je n'étais assis trop à l'étroit. », allusion au nombre excessif de sénateurs créés par César, à quoi Laberius rétorqua sarcastiquement « Il est merveilleux que tu soies assis à l'étroit, toi qui as l'habitude de siéger sur deux bancs. », allusion au balancement politique de Cicéron de Pompée à César.